# Scuderia Serenissima

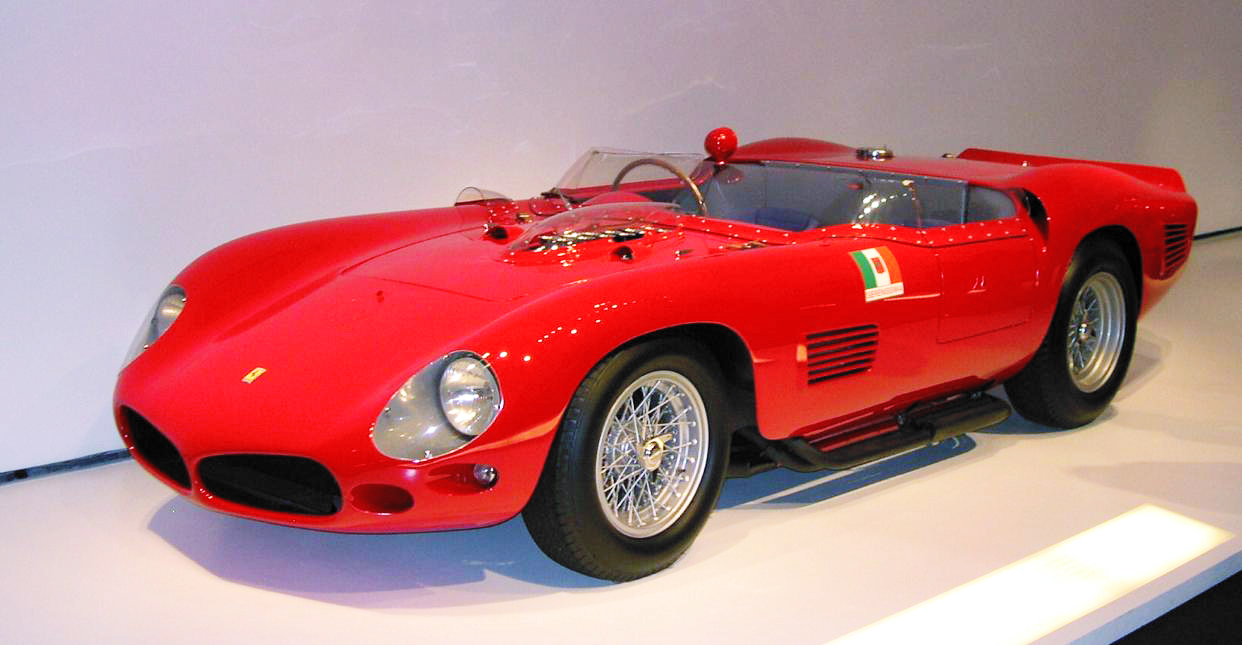
Una Ferrari 250 TR del 1961 modificata da Giotto Bizzarrini per Giovanni Volpi della Scuderia Serenissima.

La Scuderia Serenissima è stata un'azienda operante nel campo delle competizioni automobilistiche, fondata dal Conte Giovanni Volpi all'inizio degli anni sessanta. Preparò alcune vetture per il Campionato mondiale di Formula 1.

## Storia
La Scuderia Serenissima utilizzò vetture Ferrari, ottenendo grandi successi, fino a che il fondatore finanziò la A-T-S, una casa automobilistica fondata da alcuni progettisti licenziati poco prima dalla Ferrari per alcune divergenze. A seguito di ciò, Enzo Ferrari non vendette più sue auto alla Scuderia Serenissima, e così il Conte passò alla A-T-S, alla De Tomaso ed alla Maserati.
Nel 1962 la Scuderia Serenissima commissionò a Piero Drogo, titolare della Carrozzeria Sports Cars di Modena, la Ferrari 250 Gto. Questa autovettura prenderà in seguito la denominazione di Ferrari Drogo o Ferrari Breadvan.
Nel 1963 Volpi iniziò a sviluppare un proprio prototipo di tipo GT, la Jungla GT. Montava un nuovo motore V8 progettato da Alberto Massimino, con una carrozzeria chiusa di Francesco Salomone. Una versione aperta fu costruita da Medardo Fantuzzi.
L'azienda sviluppò anche vetture di Formula 1, usando telai di Cooper, De Tomaso, Lotus e Porsche. Partecipò a sette Gran Premi di Formula 1 come team, dal 1961 al 1962, e ad un Gran Premio come fornitore di motori, nel 1966.
Un altro motore V8 sviluppato dalla Jaguar fu montato su una monoposto costruita dalla Carrozzeria Sports Cars nel 1969. L'ultima automobile prodotta dalla Scuderia Serenissima fu progettata dalla Ghia lo stesso anno. Usando lo stesso propulsore V8 Jaguar, l'Agena GT ebbe un design moderno, ma non raggiunse mai la produzione.
La Scuderia Serenissima chiuse i battenti nel 1970.
Nel 2018 Michael John Lazzari e Giovanni Faoro, hanno scritto il libro "Scuderia Serenissima La leggenda del Leone Alato tra F.1, gare di durata e Ferrari Breadvan".

## Risultati in Formula 1

### Come team
| Anno | Vettura                   | Motore                                                             | Gomme | Piloti              |   |  |     |     |  |     |     |  |  |  |  |  |  |  |  |  |  |  |  |  |  |  |  |  | Punti | Pos. |
| ---- | ------------------------- | ------------------------------------------------------------------ | ----- | ------------------- | - |  | --- | --- |  | --- | --- |  |  |  |  |  |  |  |  |  |  |  |  |  |  |  |  |  | ----- | ---- |
| 1961 | Cooper T51 e De Tomaso F1 | Maserati 6-1500 1.5 L4 OSCA 372 1.5 L4 Alfa Romeo Giulietta 1.5 L4 | D     | Maurice Trintignant | 7 |  | Rit | 13  |  | Rit | 9   |  |  |  |  |  |  |  |  |  |  |  |  |  |  |  |  |  | 0     |      |
| 1961 | Cooper T51 e De Tomaso F1 | Maserati 6-1500 1.5 L4 OSCA 372 1.5 L4 Alfa Romeo Giulietta 1.5 L4 | D     | Giorgio Scarlatti   |   |  |     | Rit |  |     |     |  |  |  |  |  |  |  |  |  |  |  |  |  |  |  |  |  | 0     |      |
| 1961 | Cooper T51 e De Tomaso F1 | Maserati 6-1500 1.5 L4 OSCA 372 1.5 L4 Alfa Romeo Giulietta 1.5 L4 | D     | Nino Vaccarella     |   |  |     |     |  |     | Rit |  |  |  |  |  |  |  |  |  |  |  |  |  |  |  |  |  | 0     |      |

| Anno | Vettura                      | Motore                                 | Gomme | Piloti          |  |    |  |  |  |    |   |  |  |  |  |  |  |  |  |  |  |  |  |  |  |  |  |  | Punti | Pos. |
| ---- | ---------------------------- | -------------------------------------- | ----- | --------------- |  | -- |  |  |  | -- | - |  |  |  |  |  |  |  |  |  |  |  |  |  |  |  |  |  | ----- | ---- |
| 1962 | Lotus 18/21 24 e Porsche 718 | Climax FPF 1.5 L4 Porsche 547/3 1.5 F4 | D     | Nino Vaccarella |  | NQ |  |  |  | 15 | 9 |  |  |  |  |  |  |  |  |  |  |  |  |  |  |  |  |  | 0     |      |

### Come fornitore di motori
| Anno | Team                       | Motore             | Gomme | Piloti        |  |    |  |   |    |  |  |  |  | Punti | Pos. |
| ---- | -------------------------- | ------------------ | ----- | ------------- |  | -- |  | - | -- |  |  |  |  | ----- | ---- |
| 1966 | Bruce McLaren Motor Racing | Serenissima 3.0 V8 | F     | Bruce McLaren |  | NP |  | 6 | NP |  |  |  |  | 1     | 12º  |

| Colore  | Risultati                                                         |
| ------- | ----------------------------------------------------------------- |
| Oro     | Vincitore                                                         |
| Argento | 2º posto                                                          |
| Bronzo  | 3º posto                                                          |
| Verde   | Finita, a punti                                                   |
| Blu     | Finita, senza punti Finita, non classificato (NC)                 |
| Viola   | Non finita (Rit)                                                  |
| Rosso   | Non qualificato (NQ) Non pre-qualificato (NPQ)                    |
| Nero    | Squalificato (SQ)                                                 |
| Bianco  | Non partito (NP)                                                  |
| Celeste | Disputa solo le prove (SP)                                        |
| Celeste | Iscritto alle prove libere - Terzo pilota (TP) - dal 2003 al 2006 |
| Vuoto   | Non prende parte alle prove (NPR)                                 |
| Vuoto   | Iscritto ma non presente, non arrivato (NA)                       |
| Vuoto   | Ritirato prima dell'evento (WD)                                   |
| Vuoto   | Infortunato (INF)                                                 |
| Vuoto   | Escluso (ES)                                                      |
| Vuoto   | Gara cancellata (C)                                               |